# Lista de mamíferos extintos

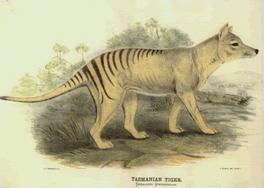
"Tigre da Tasmânia". A litografia vem da ilustração do HC Richter

Esta é uma lista de mamíferos extintos.

## Extinções Recentes (1500 – presente)
O início do século XVI coincide com a fase de desenvolvimento das grandes navegações comandadas principalmente por portugueses e espanhóis, e posteriormente ingleses, holandeses e franceses. A América recém-descoberta por Colombo (1492), o estabelecimento do caminho para as Índias por Bartolomeu Dias e Vasco da Gama (entre 1488 e 1498), e a Descoberta do Brasil (1500) marcam a história das extinções modernas. Com os europeus alcançando todos os cantos do mundo, a ciência prospera e iniciam-se as grandes descobertas do mundo animal. Juntamente vem a expansão, a colonização, a dispersão de ratos e animais domésticos, a agricultura, o desmatamento, a caça predatória, entre tantos outros fatores, que provocam várias extinções entre os animais recém descobertos principalmente na América e Austrália. Entretanto, com o passar dos anos, vários outros fatores, como a revolução industrial, o desenvolvimento de novas armas, novos métodos da pecuária e agricultura, culminaram em novas extinções, agora por todos os continentes. Esta é uma listagem de mamíferos que foram descritos pela ciência, mas foram extintos posteriormente. Todas as extinções aqui sofreram algum tipo de interferência provocada pelo homem.

## Lista de espécies extintas

### Marsupiais
- Caloprymnus campestris (Gould, 1843) – Austrália – não há registro desde 1935
- Chaeropus ecaudatus (Ogilby, 1838) – Bandicoot-pés-de-porco – Austrália – o último espécime foi coletado em 1907, alguns registos visuais foram feitos na década de 1920, porém sem confirmação
- Cryptonanus ignitus (Díaz, Flores & Barquez, 2002) - Argentina
- Lagorchestes asomatus (Finlayson, 1943) – Austrália – conhecido somente através de um crânio coletado em 1932
- Lagorchestes leporides (Gould, 1841) – Austrália – o último registro foi em 1890
- Macropus greyi (Waterhouse, 1846) – Austrália – os últimos indivíduos na natureza foram registrados em 1924, animais em cativeiro sobreviveram até 1937
- Macrotis leucura (Thomas, 1887) – Bandicoot-de-orelhas-de-coelho – Austrália – o último registro confirmado foi em 1931
- Onychogalea lunata (Gould, 1841) – Austrália – extinto no início da década de 1960
- Perameles eremiana Spencer, 1897 – Bandicoot-do-deserto – Austrália – o último exemplar foi coletado em 1943
- Potorous platyops (Gould, 1844) – Austrália – extinto por volta de 1875
- Thylacinus cynocephalus (Harris, 1808) – Lobo-da-tasmânia – Austrália – os últimos registros na natureza foram em 1930, o último exemplar em cativeiro morreu em 1936

### Soricomorpha
- Nesophontes micrus (G. M. Allen, 1917) – Cuba
- Nesophontes paramicrus (Miller, 1929) – ilha de Hispaniola (Haiti)
- Nesophontes zamicrus (Miller, 1929) – ilha de Hispaniola (Haiti)
- Nesophontes hypomicrus (Miller, 1929) – ilha de Hispaniola (Haiti e República Dominicana)
- Nesophontes edithae (Anthony, 1916) – Porto Rico
- Solenodon marcanoi (Patterson, 1962) – Cuba

Todos foram descritos a partir de material sub-fóssil, entretanto estavam associados com restos de roedores dos gêneros Rattus e Mus, acreditando-se que tenham se extinguido com a chegada dos primeiros exploradores europeus

### Rodentia
- Boromys offella (Miller, 1916) – Cuba – extinto por volta de 1870
- Boromys torrei (Allen, 1917) – Cuba – extinto por volta de 1870
- Brotomys contractus (Miller, 1929) – Haiti – extinto por volta de 1600
- Brotomys voratus (Miller, 1916) – Hispaniola – data de extinção desconhecida, acredita-se que se extinguiu nos últimos 60 anos
- Crateromys paulus (Musser e Gordon, 1981) – Filipinas – provavelmente extinto, conhecido apenas por um exemplar
- Conilurus albipes (Lichtenstein, 1829) – Austrália – últimos registros na década de 1870
- Elasmadontomys obliquus (Anthony, 1916) – Porto Rico – extinto por volta de 1500
- Geocapromys columbianus (Fischer, 1829) – Cuba – extinto por volta de 1500
- Geocapromys thoracatus (True, 1888) – Ilha de Swan – extinto em 1955
- Heteropsomys antillensis (Anthony, 1917) – Porto Rico – extinto por volta de 1750
- Heteropsomys insulans (Anthony, 1916) – Porto Rico – extinto por volta de 1550
- Hexolobodon phenax (Miller, 1929) – ilha de Hispaniola – extinto por volta de 1600
- Isolobodon montanus (Miller, 1912) – ilha de Hispaniola – extinto por volta de 1500
- Isolobodon portoricensis (J.A.Allen, 1916) – Porto Rico – extinto por volta de 1500
- Juscelinomys candango (Winge, 1887) - Brasil - último registro em 1960
- Leporillus apicalis (Gould, 1854) – Austrália – último exemplar coletado em 1933
- Megalomys desmarestii (Fischer, 1829) – Martinica – extinto em 1903, devido a erupção do vulcão Pelee
- Megalomys luciae (Forsyth-Major, 1901) – ilha de Santa Lúscia
- Megaoryzomys curioi (Niethammer, 1964) – ilhas de Galápagos – data de extinção desconhecida, mas acredita-se que extinguiu-se após a introdução de roedores do gênero Mus na ilha
- Melomys rubicola (Thomas, 1924) - ilha de Bramble Cay (Austrália) - declarado extinto em 2016
- Nesoryzomys indefessus (Thomas, 1899) – ilhas Galápagos – último exemplar coletado em 1934
- Noronhomys vespuccii (Carleton & Olson, 1999) - Brasil
- Notomys amplus (Brazenor, 1936) – Austrália – espécie conhecida por dois exemplares coletados em 1896
- Notomys longicaudatus (Gould, 1844) – Austrália – o último exemplar foi coletado em 1901
- Notomys macrotis (Thomas, 1921) – Austrália – conhecido por dois espécimes coletados em 1843
- Notomys mordax (Thomas, 1922) – Austrália – único exemplar coletado em 1846
- Oryzomys nelsoni (Merriam, 1898) – México – único exemplar coletado em 1897
- Peromyscus pembertoni (Burt, 1932) – México – único exemplar coletado em 1932
- Plagiodonta ipnaeum (Johnson, 1948) – República Dominicana – data de extinção desconhecida
- Pseudomys gouldii (Waterhouse, 1839) – Austrália – aparentemente extinto, nenhum exemplar foi coletado depois da década de 1850
- Quemisia gravis (Miller, 1929) – ilha de Hispaniola – extinto por volta de 1700
- Rattus macleari (Thomas, 1887) – ilha de Christmas – extinto entre 1901 e 1904
- Rattus nativitatis (Thomas, 1889) – ilha Christmas – extinto em 1908
- Rhizoplagiodontia lemkei (Woods, 1989) – Haiti – data de extinção desconhecida
- Uromys imperator (Thomas, 1888) - 1960s, ilhas Salomão
- Uromys porculus (Thomas, 1904) -1899, ilhas Salomão

### Lagomorpha
- Prolagus sardus (Wagner, 1832) – Sardenha e ilhas vizinhas – em 1774 ainda era abundante na ilha de Tavolara, acredita-se que extinguiu-se no final de 1700 ou início de 1800

### Chiroptera
- Acerodon lucifer (Elliot, 1896) – Filipinas – os últimos exemplares foram coletados em 1888 e 1892
- Desmodus draculae (Morgan, Linares & Ray, 1988) – Venezuela e Brasil
- Mystacina robusta (Dwyer, 1962 – Nova Zelândia – extinto em 1988
- Nyctimene sanctacrucis (Troughton, 1931) – ilhas Salomão – o último registro foi em 1907 na ilha de Nendo
- Nyctophilus howensis (McKean, 1975) – ilha de Lord Howe – extinto por volta de 1500
- Phyllonycteris major (Anthony, 1917) – Porto Rico – extinto por volta de 1500
- Pipistrellus sturdeei (Thomas, 1915) – Japão – conhecido por apenas um exemplar coletado em 1915
- Pteropus brunneus (Dobson, 1878) – Austrália
- Pteropus loochoensis (Gray, 1870) – Japão
- Pteropus pilosus (Andersen, 1908) – Palau – conhecido somente por dois exemplares coletados em 1874
- Pteropus subniger (Kerr, 1792) – ilhas de Reunião e Maurício – em Maurício o ultimo exemplar coletado foi em 1859 e em Reunião foi em 1862, acredita-se que se extinguiram no decorrer da década de 1960
- Pteropus tokudae (Tate, 1934) – ilha de Guam – o último exemplar foi morto á tiros em 1968

### Primatas
- Daubentonia robusta - Madagascar - extinto em 1930

### Carnivora
- Dusicyon australis (Kerr, 1792) – Raposa-das-falkland – Ilhas Falkland (ou Malvinas) – o último espécime foi morto em 1876.
- Neovison macrodon (Prentis, 1903) – Vison-marinho – América do Norte – extinto em 1860.
- Monachus tropicalis (Gray, 1850) – Foca-monge-das-caraíbas – Caribe – o último registo de uma colônia foi feito em 1952.
- Zalophus japonicus (Peters, 1866) – Japão – extinto na década de 1950.
- Puma Concolor - Leste dos Estados Unidos da América - Extinto em 2015.

### Artiodactyla
- Cervus schomburgki (Blyth, 1863) – Tailândia – o último exemplar morreu em cativeiro em 1938, na natureza extingui-se em 1932
- Gazella arabica (Lichtenstein, 1827) – Gazela-árabe – Arábia Saudita – o único espécime conhecido foi coletado em 1825
- Gazella rufina (Thomas, 1894) – Gazela-vermelha – Argélia – extinta em 1894
- Gazella bilkis (Groves e Lay, 1985) – Iêmen – desde 1951 não foi mais observada na natureza e não existem exemplares em cativeiro
- Hippotragus leucophaeus (Pallas, 1766) – Antílope-azul – África do Sul – o último exemplar foi morto em 1800

### Sirenia
- Hydrodamalis gigas (Zimmermann, 1780) – Dugongo-de-steller – Rússia – a última população foi vista em 1741, se tornando extinta em 1768

## Lista de subspécies extintas

### Marsupiais
- Bettongia gaimardi gaimardi (Desmarest, 1822) – Austrália – extinto desde 1910
- Bettongia lesueur graii (Gould, 1841) – Austrália – desapareceu na década de 1960
- Bettongia penicillata penicillata (Gray, 1843) – Austrália – extinta em 1923
- Lagorchestes hirsutus hirsutus (Gould, 1844) – Austrália – data de extinção desconhecida
- Lagostrophus fasciatus albipilis (Gould, 1842) – Austrália – extinto desde 1906
- Perameles bougainville fasciata (Gray, 1841) – Austrália – desapareceu na década de 1930

### Rodentia
- Geomys pinetis goffi (Sherman, 1944) – EUA – o último registro foi feito em 1955
- Oryzomys galapagoensis galapagoensis (Waterhouse, 1839) – ilhas Galápagos – não há registros desde a última coleta feita em 1835
- Peromyscus gossypinus restrictus (Howell, 1939) - EUA – nenhum animal foi encontrado em expedições feitas em 1985
- Peromyscus polionotus decoloratus (Howell, 1939) – EUA – extinto em 1946
- Ratufa indica dealbata (Blanford, 1897) – Índia – extinto na década de 1940
- Sigmodon arizonae arizonae (Mearns, 1890) – EUA – nenhum animal é coletado desde 1932
- Sigmodon fulviventer goldmani (Bailey, 1913) – EUA
- Synaptomys cooperi paludis (Hibbard e Rinker, 1942) – EUA – extinto em 1946
- Synaptomys cooperi relictus (Jones, 1958) – EUA – extinto em 1968
- Thomomys mazama tacomensis (Taylor, 1919) – EUA – o último espécime foi coletado em 1962

### Primatas
- Procolobus badius waldroni (Hayman, 1936) – Gana e Costa do Marfim – o último exemplar registrado foi em 1978, depois de inúmeras expedições em 1993 a 1999 ele foi declarado extinto em 2000

### Carnivora
- Conepatus mesoleucus telmalestes (Bailey, 1905) – EUA – declarado extinto em 1994
- Neofeis nebulosa brachyura (Swinhoe, 1862) - Leopardo nebuloso de Formosa - Taiwan
- Panthera leo leo (Linnaeus, 1758) – Leão-do-atlas – norte da África – o último exemplar foi morto no Marrocos em 1942
- Panthera leo melanochaitus (Smith, 1858) - Leão-do-cabo – África do Sul – os últimos animais foram mortos em 1865
- Panthera tigris balica (Schwarz, 1912) – Tigre-de-bali - Bali, Indonésia – o último exemplar foi morto em setembro de 1937, registos na década de 1970 não foram confirmados
- Panthera tigris sondaica (Temminck, 1844) – Tigre-de-java - Java, Indonésia – último animal registrado em 1979, extingui-se no início dos anos 80
- Panthera tigris virgata (Illiger, 1815) – Tigre-do-cáspio - Ásia Central – o último animal foi morto em 1947, entretanto, registos visuais ocorreram até a década de 1970
- Procyon lotor gloveralleni (Nelson e Goldman, 1930) - Barbados – o último animal vivo foi visto em 1964
- Procyon lotor simus (Gidley, 1906) - EUA

### Perissodactyla
- Diceros bicornis longipes (Zukowksy, 1949) - Rinoceronte-negro-ocidental - África Ocidental – extinto em 2011
- Dicerorhinus sumatrensis lasiotis (Buckland, 1872) – Índia, Bangladesh e Myanmar – considerado extinto, entretanto pode ter sobrevivido em Myanmar
- Equus ferus ferus (Boddaert, 1875) – Tarpan – Europa – os últimos exemplares selvagens foram mortos em 1814, o último em cativeiro morreu em 1879 na Ucrânia
- Equus hemionus hemippus (Geoffroy, 1855) – Asno-sírio – Oriente Médio – o último exemplar em cativeiro morreu em 1927
- Equus quagga quagga (Boddaert, 1785) – Quagga – África do Sul – o último exemplar morreu em 1883, na natureza acredita-se que tenham sobrevivido até 1878

### Artiodactyla
- Alcelaphus buselaphus buselaphus (Pallas, 1766) – norte da África – o último animal na natureza foi registrado em 1925 em Marrocos, em cativeiro o último exemplar morreu na França em 1923
- Bison bonasus caucasicus (Turkin e Satunin, 1904) – Montes Cáucasos – o último exemplar puro em cativeiro morreu em 1925, na natureza os três últimos animais foram mortos em 1927, hoje só restam animais cruzados
- Bison bonasus hunganorum (Kretzoi, 1946) – Cárpatos – o último exemplar morreu em 1790
- Bos primigenius primigenius (Bojanus, 1927) – Auroque – Europa – o último exemplar morreu na Polônia em 1627
- Capra pyrenaica lusitanica – Cabra-do-Gerês – Portugal – o último exemplar em cativeiro morreu na Espanha em 1890 e na natureza a última aparição foi em 1892 na Serra do Gerês
- Capra pyrenaica pyrenaica (Schinz, 1838) – Cabra-dos-pirenéus – Espanha – o último exemplar morreu em 6 de janeiro de 2000
- Orebia ourebi kenyae (Meinhertzhagen, 1905) – Quênia – extinto em 1996
- Phacochoerus aethiopicus aethiopicus (Pallas, 1766) - África Oriental – extinto em 1900

## Extinções Pré-históricas do Holoceno (início do Holoceno – 1500 a.C.)
- Canariomys tamarani
- Malpaisomys insularis
- Papagomys theodorverhoeveni Musser, 1981 – Indonésia
- Spelaeomys florensis Hooijer, 1957 – Indonésia
- Solenodon arredondoi
- Nesophontes superstes
- Nesophontes majori
- Nesophontes submicrus
- Nesophontes longirostris
- Xenothrix mcgregori
- Hippopotamus lemerlei
- Hippopotamus madagascariensis